# Pascale Audret
Pascale Audret (Neuilly-sur-Seine, 12 de octubre de 1935-Cressensac, 17 de julio de 2000) fue una actriz teatral y cinematográfica de nacionalidad francesa.
Hermana del cantante Hugues Aufray y del físico Jean-Paul Auffray, fue la madre de la actriz Julie Dreyfus.

## Biografía
Su verdadero nombre era Pascale Aiguionne Louise Jacqueline Marie Auffray, y nació en Neuilly-sur-Seine, Francia. Tras sus inicios como bailarina clásica, gracias a la cual participó en la opereta de Francis Lopez À la Jamaïque, ella trabajó en Les Trois Baudets, célebre cabaret de Jacques Canetti.
Debutó en el cine actuando junto a Jean Richard y Jean-Marc Thibault en Les deux font la paire, film de André Berthomieu. 
En 1957 triunfó como actriz teatral con la primera adaptación francesa de El diario de Ana Frank, confirmándose como intérprete cinematográfica con L'Eau vive, película de François Villiers rodada en 1958. Tras conocer a Roger Coggio, pasó a actuar en el Théâtre des Mathurins en Diario de un loco de Nikolái Gógol. Posteriormente participó en obras como Patate (de Marcel Achard) o Seis personajes en busca de autor (de Luigi Pirandello).
A principios de los años 1980, ella se centró más en la televisión, con producciones como Les Dossiers de l'agence O, Les Justes, Les Cinq Dernières Minutes, Splendeurs et misères des courtisanes, Cinq-Mars o L'Impossible Monsieur Papa, entre otras.
En julio de 2000 viajaba como pasajera de un coche conducido por un amigo, el actor Rémy Kirch. Un camión chocó contra su vehículo en una carretera cerca de Cressensac, falleciendo los dos ocupantes. La actriz fue enterrada en Orgnac-l'Aven. Había estado casada con Roger Coggio y Francis Dreyfus.

## Teatro
- 1957: El diario de Ana Frank, de Frances Goodrich y Albert Hackett, escenografía de Marguerite Jamois, Teatro Montparnasse
- 1960: El diario de Ana Frank, de Frances Goodrich y Albert Hackett, escenografía de Marguerite Jamois, Théâtre des Célestins
- 1964: ¿Quién teme a Virginia Woolf?, de Edward Albee, escenografía de Franco Zeffirelli, Théâtre de la Renaissance
- 1967: Les mal aimés, de François Mauriac escenografía de Julien Bertheau
- 1968: Dans le vent, de Roger Planchon, escenografía del autor, Théâtre de la Cité de Villeurbanne
- 1976: El rey Lear, de William Shakespeare, escenografía de Daniel Benoin y Dominique Pichou, Comédie de Saint-Étienne
- 1977: La Maison d'en face, de Frank Bertrand, escenografía de Jean-Christian Grinevald, Théâtre Essaïon
- 1979: La Mère confidente, de Pierre de Marivaux, escenografía de Caroline Huppert, Comédie de Saint-Étienne, La Pépinière-Théâtre
- 1982:  Pour Lucrèce, de Jean Giraudoux, escenografía de Jean-Pierre Laruy, Festival de Bellac, Casino Municipal de Vichy, Tulle (Corrèze) y Château de Boussac (Creuse)
- 1982: Patate, de Marcel Achard, escenografía de Pierre Mondy

## Filmografía

### Cine
- 1955 : Les deux font la paire, de André Berthomieu
- 1955 : Futures Vedettes, de Marc Allégret
- 1955 : Mannequins de Paris, de André Hunebelle
- 1955 : La Polka des menottes, de Raoul André
- 1955 : Œil pour œil, de André Cayatte
- 1957 : L'Ami de la famille, de Jack Pinoteau
- 1958 : L'Eau vive, de François Villiers
- 1958 : Les Jeux dangereux, de Pierre Chenal
- 1959 : Bal de nuit, de Maurice Cloche
- 1960 : Le Dialogue des carmélites, de Philippe Agostini y Raymond Léopold Bruckberger
- 1960 : Pleins feux sur l'assassin, de Georges Franju
- 1961 : La Fayette, de Jean Dréville
- 1962 : Donnez-moi dix hommes désespérés, de Pierre Zimmer
- 1962 : Les Ennemis, de Édouard Molinaro
- 1963 : Le Glaive et la Balance, de André Cayatte
- 1963 : Les Carabiniers, de Jean-Luc Godard
- 1963 : Ein mann in schönsten alter, de Franz Peter Wirth
- 1964 : Mort, où est ta victoire ?, de Hervé Bromberger
- 1964 : Chi lavora e perduto, de Tinto Brass
- 1964 : Ein Mann im schönsten Alter, de Franz Peter Wirth
- 1966 : La Sentinelle endormie, de Jean Dréville
- 1966 : Dieu a choisi Paris, de Gilbert Prouteau y Philippe Arthuys
- 1966 : Funf vor zwölf in Caracas, de Marcello Baldi
- 1969 : Les Chemins de Katmandou, de André Cayatte
- 1972 : La Pente douce, de Claude d'Anna
- 1972 : Défense de jouer, de Jacques Grand-Jouan
- 1974 : El fantasma de la libertad, de Luis Buñuel
- 1977 : L'Amant de poche, de Bernard Queysanne
- 1979 : Rue du Pied de Grue, de Jean-Jacques Grand-Jouan
- 1987 : La Maison de Jeanne, de Magali Clément
- 1994 : Dieu que les femmes sont amoureuses, de Magali Clément

### Televisión
- 1961 : Plainte contre inconnu, de Marcel Cravenne
- 1962 : La caméra explore le temps, Le Meurtre de Henry Stuart ou La double passion de Marie Stuart, de Guy Lessertisseur
- 1967 : Le Théâtre de la jeunesse : Le Secret de Wilhelm Storitz, de Éric Le Hung
- 1968 : Les Dossiers de l'agence O : La Petite Fleuriste de Deauville, de Jean Salvy
- 1968 : La Dame fantôme, de François Gir
- 1970 : La nuit se lève, de Bernard Roland
- 1972 : Les Cinq Dernières Minutes, episodio Chassé-croisé, de Claude Loursais
- 1974 : Entre toutes les femmes, de Maurice Cazeneuve
- 1975 : Splendeurs et misères des courtisanes, de Maurice Cazeneuve
- 1977 : Rendez-vous en noir, de Claude Grinberg
- 1977 : Dernier appel, de Abder Isker
- 1977 : Attention chien méchant, de Bernard Roland
- 1977 : Cinéma 16 : L'oeil de l'autre, de Bernard Queysanne
- 1978 : Les Enquêtes du commissaire Maigret, episodio Maigret et le Marchand de vin, de Jean-Paul Sassy
- 1980 : Changements de décors, de Jean-Jacques Sirkis
- 1980 : Cinéma 16 : Irène et sa folie, de Bernard Queysanne
- 1981 : Les Amours des années folles, episodio La femme qui travaille, de Marion Sarraut
- 1981 : Cinq-Mars, de Jean-Claude Brialy
- 1981 : La Guerre des chaussettes, de Maurice Cloche
- 1981 : Les Cinq Dernières Minutes, de Claude de Givray, episodio Un cœur sur mesure
- 1982 : La Tendresse, de Bernard Queysanne
- 1982 : Contes modernes : À propos du travail, de Gérard Marx
- 1982 : Emmenez-moi au théâtre : Patate, de Marcel Achard, escenografía de Pierre Mondy, dirección de Yves-André Hubert
- 1983 : Il faut marier Julie, de Marc Marino
- 1984 : Hélas, Alice est lasse, de Bernard Queysanne
- 1985 : Simone, de Christine Ehm
- 1995 : L'Impossible Monsieur Papa, de Denys Granier-Deferre

## Discografía
- 1958: Le Journal d'Anne Frank
- 1968: Dis-moi qui jadis ; Sous la véranda / Lisandre (con Hugues Aufray) ; La légende de Saint-Nicolas
- 1969: La môme Anita ; Affole-toi Marie / Je m'aime ; Cesse de...